# I ragazzi di Anansi
I ragazzi di Anansi (Anansi Boys) è un romanzo fantasy del 2005 di Neil Gaiman. È incentrato sulle vicende che portano i due figli di "Mr. Nancy" Anansi a conoscersi e scoprire la loro comune discendenza.

## Storia editoriale
Venne pubblicato originariamente il 20 settembre 2005 e distribuito in formato tascabile il primo ottobre 2006. Il romanzo ha debuttato al primo posto nella classifica dei libri più venduti del New York Times e ha vinto nel 2006 sia l'August Derleth Award della British Fantasy Society sia il Premio Locus per il miglior romanzo fantasy.
I ragazzi di Anansi ha vinto inoltre il Mythopoeic Award, il premio Alex,e l'August Derleth Award della British Fantasy Society, nel 2006.
Nonostante avesse ottenuto sufficienti voti per una candidatura al premio Hugo, Gaiman la rifiutò, spiegando di voler lasciare spazio a nomi nuovi per la votazione finale (Gaiman aveva già vinto 3 premi Hugo) e di preferire una candidatura allo Hugo per i suoi lavori di fantascienza, piuttosto che fantasy.
L'audiolibro con la voce dell'attore inglese Lenny Henry è stato distribuito nel 2005.

## Trama
(Neil Gaiman, I ragazzi di Anansi)
Charles "Ciccio Charlie" Nancy è un timido londinese senza particolari ambizioni. Mentre inizia, senza alcun entusiasmo, i preparativi per il suo matrimonio con Rosie Noah, viene a sapere della morte di suo padre in Florida. Ciccio Charlie si è sempre vergognato dello stile di vita del padre, e anche le circostanze della morte non sono da meno, dato che viene colpito da un attacco di cuore fatale mentre sta cantando con una procace ragazza sul palco di un bar karaoke.
Ciccio Charlie prende quindi un permesso dall'agenzia in cui lavora e torna in Florida per il funerale. Dopo la cerimonia la signora Callyanne Higgler, una vecchia amica di famiglia, rivela che il signor Nancy era in realtà la reincarnazione del dio ragno africano Anansi. Il motivo per il quale Charlie non ha ereditato alcun potere soprannaturale è che sono passati tutti a un altro fratello di cui Charlie non sa nulla. La signora Higgler afferma che per conoscere il fratello è sufficiente chiedere a un ragno di invitarlo. Charlie, scettico riguardo a questa rivelazione, torna in Inghilterra e dimentica quanto successo, fino a una sera quando, ubriaco, sussurra a un ragno che sarebbe bello che suo fratello venisse a trovarlo.
La mattina successiva Charlie riceve la visita di un personaggio ben vestito e dai modi melliflui, che afferma di chiamarsi Ragno e di essere suo fratello. Non appena Charlie racconta della morte del padre, Ragno, scioccato, se ne va scomparendo all'interno di una vecchia fotografia. 
Charlie se ne va quindi al lavoro, piuttosto perplesso da quello che ha visto, attribuendo tutto ai postumi della sbornia. Quella notte Ragno si ripresenta, affranto per la morte del padre e non riesce a capacitarsi per non essersene accorto prima. A quel punto Ragno
trascina Charlie per una serata di vino, donne e musica per affogare i dispiaceri. Mentre Ragno è perfettamente a suo agio nel ruolo di bohemienne, Charlie è piuttosto impacciato, e alla fine è talmente ubriaco da svenire su un palco mentre sta cantando una canzone. Il giorno successivo, Charlie dorme per tutta la mattina, mentre Ragno lo sostituisce al lavoro riuscendo magicamente a far credere a tutti di essere il fratello. Facendo ciò, Ragno scopre che il principale di Charlie, Grahame Coats, ha per anni truffato i ricchi clienti dell'agenzia, appropriandosi di ingenti somme di denaro. Nel frattempo Coats decide di licenziare Charlie per non doverlo assumere a tempo indeterminato, e lo convoca nel suo ufficio; invece di Charlie si presenta Ragno spacciandosi per il fratello, e gli fa capire al capo di aver scoperto tutti i suoi trucchi, costringendolo a soprassedere sul licenziamento. Ragno si fa passare per Charlie anche con la sua fidanzata Rosie, che riesce a sedurre convincendola a concedersi carnalmente, cosa che Charlie non era riuscito mai a fare.
Charlie si sveglia con i postumi della sbornia vicino a una ragazza nuda, che si chiama Daisy, che era stata portata a casa da Ragno. La madre di Rosie, che non ha alcuna stima di Charlie, incontra Daisy andando a trovare Charlie e decide definitivamente di ostacolare quanto più possibile il matrimonio. Intanto Charlie torna in ufficio e Grahame Coats gli dà un assegno sostanzioso e gli offre un permesso per farsi una lunga vacanza. Approfittando dell'assenza, Coats altera i dati sul server dell'agenzia per incastrare Charlie e accusarlo delle truffe. Charlie intanto decide di tornare in Florida per chiedere aiuto alla signora Higgler e alle sue vecchie e strane amiche per liberarsi di Ragno, che gli ha rubato la fidanzata e gli ha causato un sacco di problemi. Tramite una sorta di ridicola seduta spiritica, Charlie viene mandato all'"inizio del mondo", una dimensione in cui abitano molti antichi dei dalle sembianze di animali, quali l'aggressiva Tigre. Nessuno di questi animali vuole aiutare Charlie, fino a che non incontra la Donna Uccello, che propone di scambiare una delle sue piume con "la discendenza di Anansi". Nel frattempo a Londra una delle clienti di Coats, Maeve Livingstone, affronta a viso aperto il truffatore minacciando di denunciarlo. Coats finge di voler restituire il maltolto, e sfruttando una disattenzione della donna la uccide con un martello e la rinchiude in un armadio nascosto.
Charlie torna in Inghilterra, litiga con Ragno e cerca di farlo andar via, ma viene arrestato da Daisy, che si rivela essere una poliziotta, a causa delle accuse di malversazione che Grahame Coats ha fatto nei suoi confronti. Ragno intanto viene più volte attaccato da stormi di uccelli, e litiga con Rosie dopo che le rivela la sua vera identità. Nel frattempo Grahame Coats lascia il paese sotto falsa identità per l'isola di Saint Andrews nei Caraibi, dove possiede una villa.
Il fantasma di Maeve Livingstone inizia a infestare l'agenzia londinese dove Charlie lavorava. Viene contattata da suo marito, già morto, che le chiede di procedere verso l'aldilà. Lei rifiuta perché preferisce vendicarsi di Grahame Coats. Inizia quindi a spostarsi per cercarlo, ma nel frattempo incontra anche il fantasma di Anansi, che gli racconta una storia su Tigre. Ragno intanto viene attaccato da uno stormo di fenicotteri, e capisce quindi che Charlie ha combinato qualcosa che ha causato questi attacchi. Libera quindi Charlie della prigione trasportandolo in varie parti del mondo e gli fa capire che entrambi sono in pericolo mortale. Una volta convinto, lo riporta in prigione dove viene liberato in quanto si sono cominciate a scoprire le truffe portate avanti da Coats. Grazie all'aiuto di Charlie, Daisy riesce a trovare il corpo di Maeve Livingstone.
Ragno viene spazzato via da uno stormo di uccelli, che lo portano dalla Donna Uccello che gli taglia la lingua per non fargli usare la magia. Ragno è poi venduto a Tigre, l'acerrimo nemico di Anansi, che vuole vendicarsi delle moltissime ingiustizie subite. Con grandi difficoltà, Ragno riesce a plasmare dall'argilla un piccolo ragno, che viene mandato a cercare aiuto. Rosie viene intanto spinta da sua madre a fare una crociera nei Caraibi, per dimenticare la storia con Ciccio Charlie. Incontrano casualmente sull'isola di St. Andrews Grahame Coats, che le imprigiona in cantina per evitare che raccontino alla polizia di averlo visto.
Charlie intanto va a cercare la signora Higgler in Florida, per farsi dare una mano. Le vecchie amiche della signora gli dicono si è trasferita sull'isola di St. Andrews, e gli rivelano che la signora Dunwiddy, la più anziana delle amiche della signora Higgler, fece un incantesimo a Charlie quando era piccolo che separò Ragno da lui, mentre inizialmente erano un'unica persona. Alla fine Charlie riesce a trovare la signora Higgler a Saint Andrews e viene nuovamente mandato all'"inizio del mondo". Lì Charlie forza la Donna Uccello ad annullare il patto che avevano fatto per avere indietro Ragno, che nel frattempo è riuscito ad allontanare Tigre tramite un piccolo esercito di ragni. Charlie ritrova e salva Ragno e gli restituisce la lingua. Nel frattempo Tigre possiede il corpo di Grahame Coats per vendicarsi di Ragno uccidendo Rosie e sua madre, ma le due donne vengono salvate dall'intervento del fantasma di Maeve Livingstone, aiutata dal fantasma di Anansi. Ucciso Grahame Coats e soddisfatta della vendetta, Maeve Livingstone raggiunge il marito nell'aldilà. Charlie intanto, prima di tornare dall'"inizio del mondo", scopre di possedere anche lui dei poteri magici e racconta cantando una lunga storia per mettere in ridicolo Tigre, che viene imprigionato in una caverna da Ragno. Tigre è ora imprigionato nella caverna da un incantesimo di Charlie, e si ritrova in compagnia dello spirito di Grahame Coats, sotto forma di un furetto.
Alla fine, Ragno sposa Rosie e diventa proprietario di un ristorante sull'isola. Charlie invece finalmente riesce a coronare il suo sogno di avere una carriera da musicista, e si sposa con Daisy, da cui ha un figlio.

## Opere derivate

### Adattamento radiofonico
Mike Walker adattò I ragazzi di Anansi per un programma radiofonico per la BBC World Service. Il cast comprendeva Lenny Henry nei ruoli
di Ragno e Ciccio Charlie, Matt Lucas nei ruoli di Grahame Coats e di Tigre, Rudolph Walker nel ruolo di Anansi, Doña Croll nel ruolo
della signora Noah e della Donna Uccello, Tameka Empson nel ruolo della signora Higgler, Petra Letang nel ruolo di Rosie, Jocelyn Jee Esien nel ruolo di Daisy, e Ben Crowe per altre voci. Il programma fu trasmesso il 17 novembre 2007. La colonna sonora originale è stata scritta dal compositore danese Nicolai Abrahamsen.
Neil Gaiman affermò di essere rimasto insoddisfatto dall'adattamento radiofonico della BBC, poiché "i tagli al budget e minore spazio dato alla
prosa nelle trasmissioni hanno portato la BBC a decidere che l'adattamento sarebbe durato un'ora. E quando i romanzi vengono tagliati a un'ora succedono sempre cose spiacevoli. Perciò, nonostante il cast e la produzione fossero veramente ottimi e lo script solido quanto lo dovrebbe essere in queste circostanze, non ero contento. Mi sentivo come uno di quei libri condensati del Readers' Digest". A causa di ciò, Gaiman decise di portare avanti l'adattamento cinematografico del libro, dicendo "Normalmente sono contrario ad adattare il mio lavoro in un film. Ma questa volta voglio un adattamento de "I ragazzi di Anansi" di cui essere fiero, e l'adattamento radiofonico mi ha costretto a dire: No, questo è quello che intendevo".

### Adattamento cinematografico
Gaiman ricevette offerte per un adattamento cinematografico de I ragazzi di Anansi, ma i registi proponevano ampie modifiche alla storia. Gaiman disse "di non avere bisogno di soldi, e questo mi pone in una posizione magica perché posso dire no. Mi piace l'idea di partecipare a bei film o quella non partecipare affatto".
Il 9 aprile 2010 Gaiman scrisse sul suo profilo Twitter che "lo script de I ragazzi di Anansi inizia a somigliare un po' di più a uno script". Il 23 luglio dello stesso anno, Gaiman annunciò sul suo blog di aver consegnato la prima stesura dello script per l'adattamento cinematografico..

## Edizioni
- (EN) Neil Gaiman, Anansi Boys, 1ª ed., New York, William Morrow, 2005, ISBN 0-06-051518-X.
- Neil Gaiman, I ragazzi di Anansi, traduzione di Katia Bagnoli, Strade Blu, Milano, Mondadori, maggio 2006, ISBN 88-04-55701-X.
- Neil Gaiman, I ragazzi di Anansi, traduzione di Katia Bagnoli, Piccola Biblioteca Oscar Mondadori, n. 538, Milano, Mondadori, settembre 2007, ISBN 9788804567967.
- (CS) Neil Gaiman, Anansiho chlapci, ISBN 80-7332-079-7.
- (ZH) Neil Gaiman, 蜘蛛男孩, ISBN 978-986-6665-19-6.
- (HE) Neil Gaiman, בני אנאנסי.
- (FI) Neil Gaiman, Hämähäkkijumala.
- (JA) Neil Gaiman, アナンシの血脈, ISBN 4-04-791534-3.
- (LV) Neil Gaiman, Anansi dēli, ISBN 978-9984-777-69-6.
- (NL) Neil Gaiman, De bende van Anansi, ISBN 90-245-5385-7.
- (PL) Neil Gaiman, Chłopaki Anansiego, 2006, ISBN 83-7480-020-8.
- (PT) Neil Gaiman, Os Filhos de Anansi, ISBN 972-23-3592-8.
- (RO) Neil Gaiman, Băieţii lui Anansi, ISBN 973-733-103-6.
- (RU) Neil Gaiman, Дети Ананси, ISBN 5-17-037493-3.
- (SR) Neil Gaiman, Anansijevi momci, ISBN 86-7436-611-2.
- (ES) Neil Gaiman, Los hijos de Anansi, ISBN 978-84-96544-66-6.
- (DE) Neil Gaiman, Anansi Boys, ISBN 978-3-453-26530-1.
- Neil Gaiman, I ragazzi di Anansi, traduzione di Katia Bagnoli, Oscar fantastica, n. 538, Milano, Mondadori, gennaio 2018, ISBN 978-88-04-68499-2.